# Hard power
Pour les articles homonymes, voir Power.

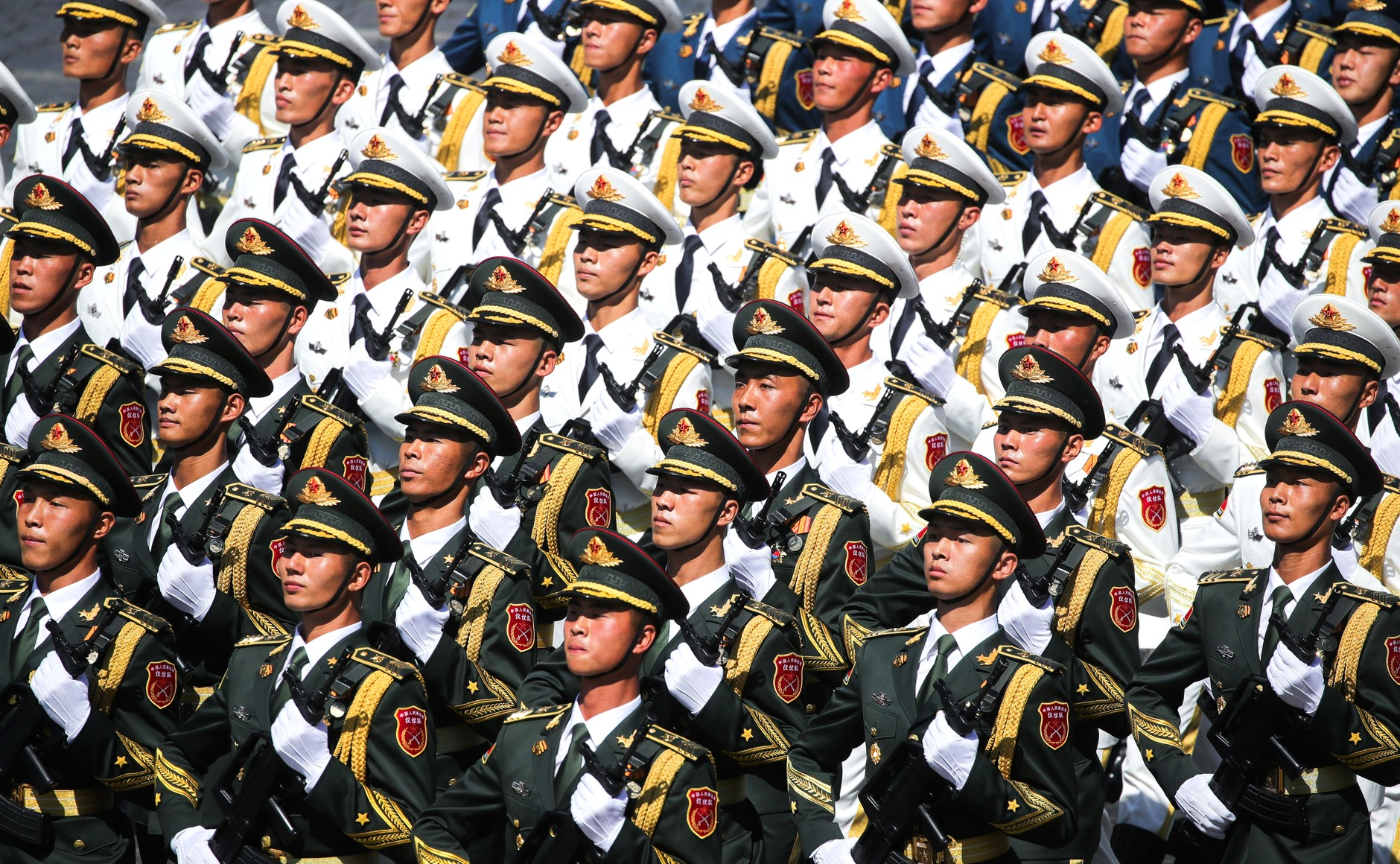
Soldats chinois défilant à Moscou. Les défilés militaires de masse sont une forme d'intimidation.

Le hard power (en français la coercition ou la manière forte) est un concept utilisé principalement par le réalisme dans les relations internationales. Il désigne la capacité d'un corps politique à imposer sa volonté à d'autres corps politiques à l'aide de moyens militaires et économiques. Le hard power s'oppose au soft power (la persuasion, la manière douce), comme le montre Joseph Nye.

## Composantes
Les composantes du hard power sont notamment :
- la puissance économique ;
- la puissance militaire ;
- la puissance démographique;
- la puissance politique.

## Exemple
Exemple des États-Unis : ils réalisent à eux seuls 46 % des dépenses militaires mondiales (puissance militaire), ils sont aussi le premier importateur de marchandises au monde (puissance économique) et sont le 3e pays le plus peuplé au monde et le plus peuplé parmi les pays développés (domaine démographique).